# Associazione Sportiva Cittadella 2024-2025
Questa voce raccoglie le informazioni riguardanti l'Associazione Sportiva Cittadella nelle competizioni ufficiali della stagione 2024-2025.

## Divise e sponsor
Il fornitore tecnico per la stagione 2024-25 è Erreà. 
Gli sponsor di maglia sono i seguenti:
- Sirmax, il cui marchio appare al centro delle divise.
- Gabrielli, sulla parte sinistra del petto.
- Stylplex, sul retro sotto il numero di maglia.
- Cecchin, sulla manica sinistra.
- Scilm, sui pantaloncini.

| Casa | Trasferta | Terza divisa |

## Rosa
| N. |                   | Ruolo | Calciatore              |
| -- | ----------------- | ----- | ----------------------- |
| 2  | Italia (bandiera) | D     | Alessandro Salvi        |
| 4  | Italia (bandiera) | D     | Matteo Angeli           |
| 5  | Italia (bandiera) | C     | Federico Casolari       |
| 6  | Italia (bandiera) | D     | Edoardo Sottini         |
| 6  | Italia (bandiera) | D     | Emmanuele Matino        |
| 7  | Italia (bandiera) | A     | Luca Pandolfi           |
| 8  | Italia (bandiera) | C     | Francesco Amatucci      |
| 9  | Italia (bandiera) | A     | Davide Diaw             |
| 9  | Italia (bandiera) | A     | Andrea Magrassi         |
| 10 | Italia (bandiera) | A     | Claudio Cassano         |
| 11 | Italia (bandiera) | A     | Jacopo Desogus          |
| 13 | Uganda (bandiera) | D     | Elio Capradossi         |
| 16 | Italia (bandiera) | C     | Alessio Vita (capitano) |
| 17 | Italia (bandiera) | C     | Simone Tronchin         |
| 18 | Italia (bandiera) | C     | Andrea Tessiore         |
| 19 | Italia (bandiera) | C     | Francesco D'Alessio     |
| 20 | Italia (bandiera) | A     | Davide Voltan           |
| 21 | Italia (bandiera) | A     | Simone Rabbi            |
| 22 | Italia (bandiera) | P     | Edoardo Scquizzato      |

| N. |                    | Ruolo | Calciatore               |
| -- | ------------------ | ----- | ------------------------ |
| 23 | Italia (bandiera)  | C     | Simone Branca (capitano) |
| 24 | Italia (bandiera)  | D     | Lorenzo Carissoni        |
| 26 | Italia (bandiera)  | C     | Nicola Pavan             |
| 28 | Italia (bandiera)  | D     | Alessio Rizza            |
| 29 | Italia (bandiera)  | C     | Akim Djibril             |
| 30 | Italia (bandiera)  | D     | Stefano Negro            |
| 31 | Nigeria (bandiera) | A     | Orji Okwonkwo            |
| 32 | Italia (bandiera)  | D     | Edoardo Masciangelo      |
| 35 | Italia (bandiera)  | D     | Stefano Piccinini        |
| 36 | Albania (bandiera) | P     | Elhan Kastrati           |
| 37 | Italia (bandiera)  | C     | Riccardo Palmieri        |
| 45 | Italia (bandiera)  | A     | Tommy Maistrello         |
| 45 | Italia (bandiera)  | P     | Matteo Cardinali         |
| 64 | Italia (bandiera)  | D     | Andrea Cecchetto         |
| 74 | Italia (bandiera)  | A     | Ahmed Sanogo             |
| 78 | Italia (bandiera)  | P     | Luca Maniero             |
| 91 | Italia (bandiera)  | A     | Mario Ravasio            |
| 92 | Italia (bandiera)  | A     | Enrico Baldini           |

## Calciomercato

### Sessione estiva(dall'1/7 al 30/8)
| Acquisti | Acquisti            | Acquisti    | Acquisti      |
| R.       | Nome                | da          | Modalità      |
| -------- | ------------------- | ----------- | ------------- |
| D        | Vincenzo Ciriello   | AZ Picerno  | fine prestito |
| D        | Edoardo Masciangelo | Benevento   | svincolato    |
| D        | Stefano Piccinini   | Sassuolo    | definitivo    |
| C        | Francesco Casolari  | Sassuolo    | definitivo    |
| C        | Francesco D'Alessio | Roma        | svincolato    |
| C        | Simone Tronchin     | Vicenza     | svincolato    |
| A        | Jacopo Desogus      | Cagliari    | svincolato    |
| A        | Simone Rabbi        | SPAL        | svincolato    |
| A        | Mario Ravasio       | Lucchese    | definitivo    |
| A        | Davide Voltan       | Feralpisalò | definitivo    |

| Cessioni | Cessioni             | Cessioni         | Cessioni   |
| R.       | Nome                 | a                | Modalità   |
| -------- | -------------------- | ---------------- | ---------- |
| P        | Filippo Veneran      | Mestre           | svincolato |
| A        | Enrico Baldini       |                  | svincolato |
| D        | Lorenzo Beghetto     | Tuttocuoio       | prestito   |
| D        | Vincenzo Ciriello    | Angri            | svincolato |
| D        | Domenico Frare       | Triestina        | prestito   |
| D        | Federico Giraudo     | Perugia          | svincolato |
| D        | Edoardo Sottini      | SPAL             | definitivo |
| C        | Giuseppe Carriero    | Trapani          | definitivo |
| C        | Andrea Danzi         | Foggia           | svincolato |
| C        | Valerio Mastrantonio | Trapani          | svincolato |
| C        | Nicholas Saggionetto | Sangiuliano City | svincolato |
| A        | Tommy Maistrello     | Feralpisalò      | definitivo |
| A        | Filippo Pittarello   | Catanzaro        | prestito   |

### Operazioni tra le due sessioni
| Acquisti | Acquisti        | Acquisti | Acquisti   |
| R.       | Nome            | da       | Modalità   |
| -------- | --------------- | -------- | ---------- |
| D        | Elio Capradossi |          | svincolato |

| Cessioni | Cessioni | Cessioni | Cessioni |
| R.       | Nome     | a        | Modalità |
| -------- | -------- | -------- | -------- |

### Sessione invernale(dal 2/1 all'1/2)
| Acquisti | Acquisti          | Acquisti   | Acquisti   |
| R.       | Nome              | da         | Modalità   |
| -------- | ----------------- | ---------- | ---------- |
| P        | Matteo Cardinali  | Latina     | definitivo |
| D        | Lorenzo Beghetto  | Tuttocuoio | definitivo |
| D        | Emmanuele Matino  | Bari       | prestito   |
| C        | Riccardo Palmieri | Carrarese  | definitivo |
| A        | Davide Diaw       | Monza      | definitivo |
| A        | Orji Okwonkwo     | Bologna    | prestito   |
| A        | Mattia Zamuner    | Parma      | definitivo |

| Cessioni | Cessioni         | Cessioni     | Cessioni   |
| R.       | Nome             | a            | Modalità   |
| -------- | ---------------- | ------------ | ---------- |
| D        | Lorenzo Beghetto | Chievo       | definitivo |
| C        | Simone Branca    | Milan        | definitivo |
| A        | Claudio Cassano  | Chicago Fire | definitivo |
| A        | Andrea Magrassi  | Milan        | definitivo |
| A        | Mario Ravasio    | Arezzo       | definitivo |

## Risultati

### Serie B

#### Girone di andata
| Arbitro: | Fourneau (Roma) |

|                                    |           |          |
| Daniliuc 90+3’ Angeli 90+7’ (aut.) | Marcatori | 8’ Rabbi |

| Arbitro: | Galipò (Firenze) |

|  |           |               |
|  | Marcatori | 63’ Carissoni |

| Arbitro: | Arena (Torre del Greco) |

|          |           |          |
| Vita 25’ | Marcatori | 8’ Arena |

| Arbitro: | Cosso (Reggio Calabria) |

|  |           |             |
|  | Marcatori | 12’ Ravasio |

| Cittadella 14 settembre 2024, ore 15:00 CEST 5ª giornata | Cittadella         | 0 – 0 referto | Catanzaro | Stadio Piercesare Tombolato (3 872 spett.)\| Arbitro: \| Feliciani (Teramo) \| |
| Arbitro:                                                 | Feliciani (Teramo) |               |           |                                                                                |

| Arbitro: | Scatena (Avezzano) |

|               |           |  |
| Mancuso 90+3’ | Marcatori |  |

| Arbitro: | Crezzini (Siena) |

|             |           |                                |
| Cassano 70’ | Marcatori | 35’ Oyono 63’ (rig.) Partipilo |

| Arbitro: | Perri (Roma) |

|                                                                                       |           |          |
| Mulattieri 4’ Volpato 55’ Thorstvedt 63’ (rig.), 82’ Pierini 68’ Laurienté 72’ (rig.) | Marcatori | 17’ Vita |

| Cittadella 19 ottobre 2024, ore 15:00 CEST 9ª giornata | Cittadella      | 0 – 0 referto | Cosenza | Stadio Piercesare Tombolato (3 067 spett.)\| Arbitro: \| Pezzuto (Lecce) \| |
| Arbitro:                                               | Pezzuto (Lecce) |               |         |                                                                             |

| Arbitro: | Rutella (Enna) |

|                                 |           |  |
| L. Cerri 13’, 27’ Cherubini 37’ | Marcatori |  |

| Cittadella 29 ottobre 2024, ore 15:00 CET 11ª giornata | Cittadella        | 0 – 0 referto | Sampdoria | Stadio Piercesare Tombolato (3 489 spett.)\| Arbitro: \| Santoro (Messina) \| |
| Arbitro:                                               | Santoro (Messina) |               |           |                                                                               |

| Arbitro: | Fourneau (Roma) |

|  |           |              |
|  | Marcatori | 90’ Pandolfi |

| Arbitro: | Dionisi (L'Aquila) |

|  |           |                                      |
|  | Marcatori | 60’ S. Bastoni 67’ (rig.) C. Shpendi |

| Arbitro: | Bonacina (Bergamo) |

|                                             |           |                            |
| Lasagna 5’ Sibilli 45’ (rig.) Maiello 45+2’ | Marcatori | 52’ Carissoni 55’ Pandolfi |

| Arbitro: | Rutella (Enna) |

|                                                                                  |           |  |
| F. Esposito 34’ Kastrati 43’ (aut.) S. Esposito 45+3’ (rig.), 53’ Wiśniewski 67’ | Marcatori |  |

| Cittadella 15 dicembre 2024, ore 15:00 CET 17ª giornata | Cittadella         | 0 – 0 referto | Cremonese | Stadio Piercesare Tombolato (2 472 spett.)\| Arbitro: \| Marcenaro (Genova) \| |
| Arbitro:                                                | Marcenaro (Genova) |               |           |                                                                                |

| Arbitro: | Colombo (Como) |

|                                       |           |           |
| Pandolfi 62’ Tronchin 78’ Rabbi 90+6’ | Marcatori | 84’ Gondo |

| Arbitro: | Chiffi (Padova) |

|                    |           |                           |
| Casolari 6’ (aut.) | Marcatori | 45’ Casolari 80’ Pandolfi |

#### Girone di ritorno
| Arbitro: | Galipò (Firenze) |

|                            |           |          |
| Vita 44’ Masciangelo 90+1’ | Marcatori | 55’ Lund |

| Cesena 12 gennaio 2025, ore 17:15 CET 21ª giornata | Cesena            | 0 – 0 referto | Cittadella | Orogel Stadium-Dino Manuzzi (10 235 spett.)\| Arbitro: \| Santoro (Messina) \| |
| Arbitro:                                           | Santoro (Messina) |               |            |                                                                                |

| Arbitro: | Ghersini (Genova) |

|          |           |                               |
| Vita 59’ | Marcatori | 34’ Ruocco 52’ (rig.) Mancuso |

| Arbitro: | Ayroldi (Molfetta) |

|  |           |                                  |
|  | Marcatori | 20’ Vignali 33’ (aut.) Carissoni |

| Arbitro: | Marchetti (Ostia Lido) |

|  |           |              |
|  | Marcatori | 83’ Pandolfi |

| Arbitro: | Prontera (Bologna) |

|  |           |                     |
|  | Marcatori | 27’ Caso 86’ Mendes |

| Arbitro: | Perri (Roma 1) |

|               |           |                                                               |
| Desogus 90+2’ | Marcatori | 58’ Barreca 59’ (aut.) Matino 61’ Casiraghi 71’, 76’ Giorgini |

| Arbitro: | Monaldi (Macerata) |

|              |           |                            |
| Tronchin 90’ | Marcatori | 15’ Mulattieri 46’ Berardi |

| Cittadella 5 aprile 2025, ore 15:00 CEST 32ª giornata | Cittadella           | 0 – 0 referto | Carrarese | Stadio Piercesare Tombolato (3 240 spett.)\| Arbitro: \| Pairetto (Nichelino) \| |
| Arbitro:                                              | Pairetto (Nichelino) |               |           |                                                                                  |

| Arbitro: | Abisso (Palermo) |

|             |           |  |
| Sibilli 64’ | Marcatori |  |

| Arbitro: | Pairetto (Nichelino) |

|  |           |                      |
|  | Marcatori | 11’ Hrustic 75’ Simy |

| Arbitro: | Rutella (Enna) |

|                         |           |                |
| Gondo 61’ Portanova 90’ | Marcatori | 90+6’ Pandolfi |

| Arbitro: | Pezzuto (Lecce) |

|  |           |              |
|  | Marcatori | 32’ Borrelli |

| Arbitro: | Bonacina (Bergamo) |

|               |           |              |
| Ambrosino 37’ | Marcatori | 73’ Okwonkwo |

| Arbitro: | Massimi (Termoli) |

|                                     |           |             |
| Rabbi 47’ Palmieri 66’ Pandolfi 81’ | Marcatori | 31’ Favilli |

### Coppa Italia
| Arbitro: | Prontera (Bologna) |

|                              |           |             |
| Mulattieri 45’ Laurienté 58’ | Marcatori | 48’ Baldini |

## Statistiche

### Statistiche di squadra
| Competizione | Punti | In casa | In casa | In casa | In casa | In casa | In casa | In trasferta | In trasferta | In trasferta | In trasferta | In trasferta | In trasferta | Totale | Totale | Totale | Totale | Totale | Totale | DR  |
| Competizione | Punti | G       | V       | N       | P       | Gf      | Gs      | G            | V            | N            | P            | Gf           | Gs           | G      | V      | N      | P      | Gf     | Gs     | DR  |
| ------------ | ----- | ------- | ------- | ------- | ------- | ------- | ------- | ------------ | ------------ | ------------ | ------------ | ------------ | ------------ | ------ | ------ | ------ | ------ | ------ | ------ | --- |
| Serie B      | 39    | 19      | 3       | 6       | 10      | 14      | 28      | 19           | 7            | 3            | 9            | 16           | 28           | 38     | 10     | 9      | 19     | 30     | 56     | -26 |
| Coppa Italia | -     | 0       | 0       | 0       | 0       | 0       | 0       | 1            | 0            | 0            | 1            | 1            | 2            | 1      | 0      | 0      | 1      | 1      | 2      | -1  |
| Totale       | 39    | 19      | 3       | 6       | 10      | 14      | 28      | 20           | 7            | 3            | 10           | 17           | 30           | 39     | 10     | 9      | 20     | 31     | 58     | -28 |

### Andamento in campionato
| Giornata  | 1  | 2  | 3  | 4 | 5 | 6  | 7  | 8  | 9  | 10 | 11 | 12 | 13 | 14 | 15 | 16 | 17 | 18 | 19 | 20 | 21 | 22 | 23 | 24 | 25 | 26 | 27 | 28 | 29 | 30 | 31 | 32 | 33 | 34 | 35 | 36 | 37 | 38 |
| --------- | -- | -- | -- | - | - | -- | -- | -- | -- | -- | -- | -- | -- | -- | -- | -- | -- | -- | -- | -- | -- | -- | -- | -- | -- | -- | -- | -- | -- | -- | -- | -- | -- | -- | -- | -- | -- | -- |
| Luogo     | T  | T  | C  | T | C | T  | C  | T  | C  | T  | C  | T  | C  | T  | C  | T  | C  | C  | T  | C  | T  | C  | T  | C  | T  | T  | C  | T  | C  | C  | T  | C  | T  | C  | T  | C  | T  | C  |
| Risultato | P  | V  | P  | V | N | P  | P  | P  | N  | P  | N  | V  | P  | P  | N  | P  | N  | V  | V  | V  | N  | P  | V  | P  | V  | P  | P  | V  | P  | P  | N  | N  | P  | P  | P  | P  | N  | V  |
| Posizione | 15 | 11 | 11 | 6 | 6 | 15 | 17 | 18 | 18 | 18 | 19 | 17 | 19 | 19 | 20 | 20 | 20 | 18 | 16 | 15 | 15 | 15 | 14 | 15 | 11 | 12 | 14 | 11 | 12 | 14 | 15 | 15 | 17 | 19 | 19 | 19 | 19 | 19 |

Legenda:

Luogo: C = Casa; T = Trasferta. Risultato: V = Vittoria; N = Pareggio; P = Sconfitta.

### Statistiche dei giocatori
Sono in corsivo i calciatori che hanno lasciato la società a stagione in corso.
| Giocatore      | Serie B  | Serie B | Serie B     | Serie B    | Coppa Italia | Coppa Italia | Coppa Italia | Coppa Italia | Totale   | Totale | Totale      | Totale     |
| Giocatore      | Presenze | Reti    | Ammonizioni | Espulsioni | Presenze     | Reti         | Ammonizioni  | Espulsioni   | Presenze | Reti   | Ammonizioni | Espulsioni |
| -------------- | -------- | ------- | ----------- | ---------- | ------------ | ------------ | ------------ | ------------ | -------- | ------ | ----------- | ---------- |
| F. Amatucci    | 37       | 1       | 8           | 0          | 1            | 0            | 0            | 0            | 38       | 1      | 8           | 0          |
| M. Angeli      | 16       | 0       | 5           | 0          | 1            | 0            | 0            | 0            | 17       | 0      | 5           | 0          |
| E. Baldini     | 1        | 0       | 1           | 0          | 1            | 1            | 0            | 0            | 2        | 1      | 1           | 0          |
| S. Branca      | 21       | 0       | 7           | 0          | 1            | 0            | 0            | 0            | 22       | 0      | 7           | 0          |
| E. Capradossi  | 14       | 0       | 5           | 0          | 0            | 0            | 0            | 0            | 14       | 0      | 5           | 0          |
| M. Cardinali   | 0        | -0      | 0           | 0          | 0            | -0           | 0            | 0            | 0        | -0     | 0           | 0          |
| L. Carissoni   | 36       | 2       | 6           | 0          | 0            | 0            | 0            | 0            | 36       | 2      | 6           | 0          |
| F. Casolari    | 22       | 1       | 8           | 0          | 1            | 0            | 0            | 0            | 23       | 1      | 8           | 0          |
| C. Cassano     | 9        | 1       | 1           | 0          | 1            | 0            | 0            | 0            | 10       | 1      | 1           | 0          |
| A. Cecchetto   | 4        | 0       | 1           | 0          | 0            | 0            | 0            | 0            | 4        | 0      | 1           | 0          |
| F. D'Alessio   | 24       | 0       | 2           | 0          | 0            | 0            | 0            | 0            | 24       | 0      | 2           | 0          |
| J. Desogus     | 23       | 1       | 3           | 0          | 1            | 0            | 0            | 0            | 24       | 1      | 3           | 0          |
| D. Diaw        | 4        | 0       | 0           | 0          | 0            | 0            | 0            | 0            | 4        | 0      | 0           | 0          |
| A. Djibril     | 1        | 0       | 0           | 0          | 0            | 0            | 0            | 0            | 1        | 0      | 0           | 0          |
| E. Kastrati    | 29       | -40     | 1           | 0          | 1            | -2           | 0            | 0            | 30       | -42    | 1           | 0          |
| A. Magrassi    | 8        | 0       | 1           | 0          | 1            | 0            | 0            | 0            | 9        | 0      | 1           | 0          |
| T. Maistrello  | 0        | 0       | 0           | 0          | 1            | 0            | 0            | 0            | 1        | 0      | 0           | 0          |
| L. Maniero     | 10       | -14     | 1           | 0          | 0            | 0            | 0            | 0            | 10       | -14    | 1           | 0          |
| E. Masciangelo | 34       | 1       | 5           | 0          | 1            | 0            | 0            | 0            | 35       | 1      | 5           | 0          |
| E. Matino      | 6        | 0       | 0           | 0          | 0            | 0            | 0            | 0            | 6        | 0      | 0           | 0          |
| S. Negro       | 6        | 0       | 1           | 0          | 1            | 0            | 0            | 0            | 7        | 0      | 1           | 0          |
| O. Okwonkwo    | 16       | 3       | 1           | 0          | 0            | 0            | 0            | 0            | 16       | 3      | 1           | 0          |
| R. Palmieri    | 13       | 1       | 5           | 0          | 0            | 0            | 0            | 0            | 13       | 1      | 5           | 0          |
| L. Pandolfi    | 33       | 8       | 6           | 0          | 0            | 0            | 0            | 0            | 33       | 8      | 6           | 0          |
| N. Pavan       | 27       | 0       | 6           | 1          | 1            | 0            | 0            | 0            | 28       | 0      | 6           | 1          |
| S. Piccinini   | 5        | 0       | 3           | 0          | 0            | 0            | 0            | 0            | 5        | 0      | 3           | 0          |
| S. Rabbi       | 35       | 4       | 7           | 0          | 1            | 0            | 0            | 0            | 36       | 4      | 7           | 0          |
| M. Ravasio     | 21       | 1       | 3           | 0          | 0            | 0            | 0            | 0            | 21       | 1      | 3           | 0          |
| A. Rizza       | 6        | 0       | 1           | 0          | 0            | 0            | 0            | 0            | 6        | 0      | 1           | 0          |
| A. Salvi       | 33       | 0       | 8           | 0          | 1            | 0            | 0            | 0            | 34       | 0      | 8           | 0          |
| A. Sanogo      | 0        | 0       | 0           | 0          | 0            | 0            | 0            | 0            | 0        | 0      | 0           | 0          |
| E. Scquizzato  | 0        | 0       | 0           | 0          | 0            | 0            | 0            | 0            | 0        | 0      | 0           | 0          |
| E. Sottini     | 2        | 0       | 1           | 0          | 0            | 0            | 0            | 0            | 2        | 0      | 1           | 0          |
| A. Tessiore    | 25       | 0       | 3           | 0          | 0            | 0            | 0            | 0            | 25       | 0      | 3           | 0          |
| S. Tronchin    | 23       | 2       | 5           | 0          | 0            | 0            | 0            | 0            | 23       | 2      | 5           | 0          |
| A. Vita        | 33       | 4       | 5           | 0          | 1            | 0            | 0            | 0            | 34       | 4      | 5           | 0          |
| D. Voltan      | 9        | 0       | 0           | 0          | 0            | 0            | 0            | 0            | 9        | 0      | 0           | 0          |